# Syphax Airlines
Syphax Airlines war eine tunesische Fluggesellschaft mit Sitz am Flughafen Sfax–Thyna. Angeboten wurden Charter- und ACMI-Leasing Services.

## Geschichte

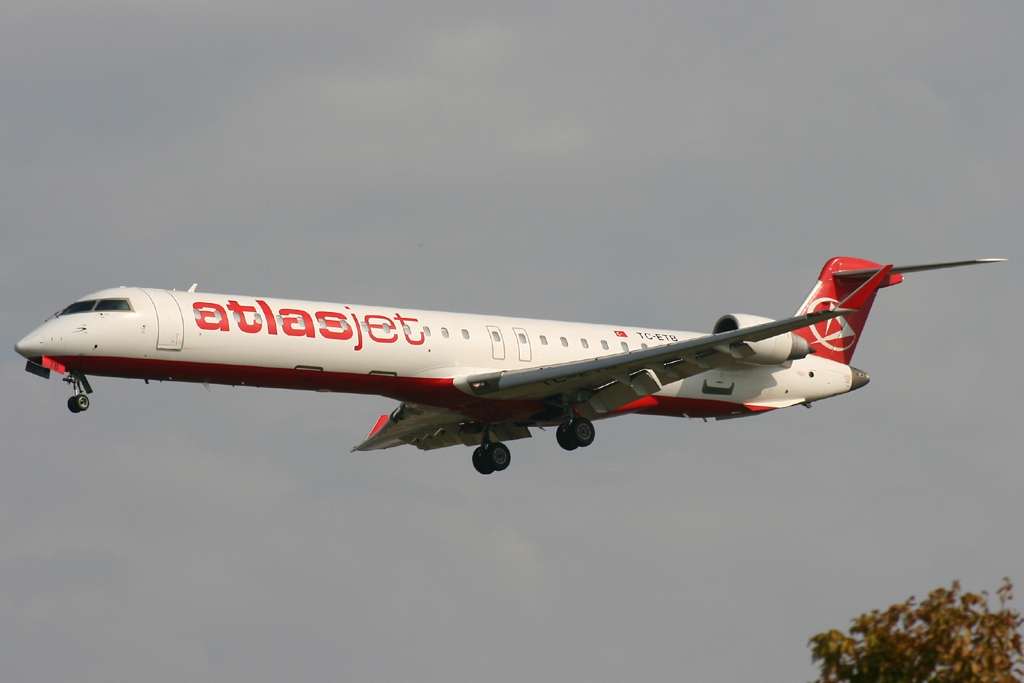
Eine der beiden gekauften Bombardier CRJ900 noch mit der Bemalung des vormaligen Besitzers Atlasjet

Syphax Airlines wurde 2011 gegründet. 
Aus wirtschaftlichen Gründen wurde 2015 im März ein Airbus A330-200 an Airbus zurückgegeben und im Juni die Bestellung für drei Airbus A320neo storniert. Am 31. Juli 2015 gab die Fluggesellschaft bekannt, alle Flugzeuge vorübergehend am Boden zu behalten. Zuvor hatte die International Air Transport Association (IATA) alle Fluggesellschaften und Reisebüros angewiesen, jegliche Geschäfte mit Syphax Airlines einzustellen, nachdem diese aufgrund finanzieller Probleme nicht mehr für etwaige Verbindlichkeiten aufkommen konnte. Die beiden Airbus A319-100 standen danach am Flughafen Sfax–Thyna.
Im Oktober 2015 plante die Gesellschaft das erste Mal den Flugbetrieb wieder aufzunehmen und hatte entsprechende Vorkehrungen getroffen, inklusive einer finanziellen Vergütung an der durch die im Juli erfolgten Betriebseinstellung betroffenen Passagiere. Im Herbst 2018 erfolgte der zweite Versuch: Der Eigentümer Mohamed Frikha kaufte hierfür zwei Bombardier CRJ900, mit denen er am Anfang für andere Gesellschaften fliegen wollte (sogenanntes Flugzeugleasing). Im Frühling war der Aufbau eines eigenen, regionalen Streckennetzes geplant.
Mitte 2019 erfolgte der Neustart der Fluggesellschaft.
Im Dezember 2023 wurde die Fluggesellschaft für bankrott erklärt.

## Flugziele
Syphax Airlines flog international Ziele in Frankreich, Türkei, Libyen und Kanada an.

## Flotte
Die Flotte bestand mit Stand Mai 2023 aus zwei Flugzeugen mit einem Durchschnittsalter von 14,9 Jahren.
| Flugzeugtyp        | Anzahl | bestellt | Anmerkungen               | Sitzplätze   |
| ------------------ | ------ | -------- | ------------------------- | ------------ |
| Boeing 737-800     | 1      | 1        | mit Winglets ausgestattet | 137 (12/125) |
| Bombardier CRJ-900 | 1      |          | inaktiv                   | 211 (30/181) |
| Gesamt             | 2      |          |                           |              |

### Zuvor eingesetzte Flugzeuge
- Airbus A319-100